# Schrödingerova kočka

Schrödingerova kočka: po jedné hodině je 50% pravděpodobnost, že unikne jedovatý plyn a zabije kočku.

Schrödingerova kočka je fyzikální myšlenkový experiment, který ilustruje paradox kvantové superpozice dvou stavů na příkladu kočky, která by měla být současně živá i mrtvá. Rakouský fyzik Erwin Schrödinger jej formuloval roku 1935, aby poukázal na problémy tzv. kodaňské interpretace kvantové mechaniky a na vlastnosti mikroskopických fyzikálních částic, které jsou nesmyslné při přenesení na objekty známé z běžného života. Experiment přibližuje „selským rozumem“ obtížně pochopitelné kvantové jevy, včetně toho, že superpozice zaniká realizací jednoho z obou stavů v důsledku měření, které v případě kočky proběhne otevřením krabice, ve které je kočka umístěna.

## Popis experimentu
Představme si kočku uzavřenou v neprodyšné, neprůhledné krabici. V krabici je také umístěn přístroj obsahující radioaktivní nuklid a nádoba s jedovatým plynem. Pokud přístroj detekuje rozpad nuklidu, uvolní plyn, který otráví kočku. Pokus je navržen tak, že po jedné hodině je 50% pravděpodobnost, že se nuklid rozložil a uvolnil se smrtelný plyn.
Podle principů kvantové mechaniky se nuklid, který není pozorován, nachází v superpozici stavu „rozloženého nuklidu“ a stavu „nerozloženého nuklidu“ (existuje v obou stavech zároveň). Z toho vyplývá, že i celá soustava by se měla nacházet v superpozici stavů rozpadlý nuklid, mrtvá kočka a nerozpadlý nuklid, živá kočka. Avšak pokud krabici otevřeme a podíváme se do ní, uvidíme pouze jeden z těchto stavů – buď živou kočku, nebo mrtvou kočku.

## Interpretace experimentu
Otázkou proto zůstává, kdy soustava přestává existovat jako superpozice stavů a stává se z nich pouze jediný. Účelem experimentu je ukázat, že teorie kvantové mechaniky není kompletní bez zákonů, které popisují stav, kdy vlnová funkce kolabuje a kočka zemře, nebo zůstane naživu, namísto obou těchto stavů.
Schrödinger samozřejmě nikdy nezamýšlel tento pokus praktikovat, aby zjistil, zda se kočka opravdu nachází v tomto polomrtvém/položivém stavu. Namísto toho konstatoval, že teorie kvantové mechaniky je nekompletní a neodpovídá skutečnosti v tomto znění. Kočka musí být buď živá, nebo mrtvá (neexistuje žádný stav mezi životem a smrtí) a stejné pravidlo (dovozuje Schrödinger) musí platit i pro nuklid. Musí být buď rozložený, nebo ne.
Mohli bychom tento paradox dále prohlubovat. Schrödinger se jde podívat do laboratoře, zdali je kočka živá, nebo mrtvá. Z hlediska jeho kolegů se teď Schrödinger nachází v superpozici dvou stavů – ví, že je kočka naživu, a ví, že je mrtvá, avšak pro kolegy kočka zůstává nadále mrtvá i živá. Vlnová funkce popisující tento stav kolabuje až ve chvíli, když Schrödinger vyjde z laboratoře a oznámí výsledek experimentu kolegům. Ovšem z hlediska lidí mimo budovu výzkumného ústavu by se měli všichni v budově nacházet v superpozici dvou stavů – vědí, že kočka přežila, a vědí, že je mrtvá, a tedy z vnějšího pohledu je kočka stále zároveň živá i mrtvá.

## Publikace
Původní článek s titulkem Die gegenwärtige Situation in der Quantenmechanik (Současná situace v kvantové mechanice) se objevil v roce 1935 v německém časopise Naturwissenschaften (Přírodní vědy). Původně byl odpovědí na článek o EPR paradoxu publikovaný Einsteinem, Podolským a Rosenem ve stejném roce.